# Hans Dirken
Johan Maurits (Hans) Dirken (1935) is een Nederlands industrieel ontwerper die van 1972 tot 2001 als voltijds hoogleraar industrieel ontwerpen verbonden was aan de Technische Universiteit Delft. Hij was een van de grondleggers van de ingenieursopleiding industrieel ontwerpen aan diezelfde universiteit. Hij specialiseerde zich in productergonomie.  

## Biografie
In 1967 promoveerde Dirken aan de Universiteit van Amsterdam onder prof. A.D. de Groot op het proefschrift Het meten van 'stress' in industriële situaties. Een multi-disciplinaire ontwikkeling van een algemeen diagnosticum. Na zijn promotie was hij werkzaam als docent Technische ergonomie aan de Technische Hogeschool Delft. Dirken werd in 1972 aangesteld als voltijds hoogleraar industrieel ontwerpen aan diezelfde instelling en inaugureerde met de rede Overeenkomst tussen ontwerper, produkt en konsument. Tijdens zijn loopbaan als hoogleraar diende hij voor twee termijnen als decaan van de faculteit industrieel ontwerpen. De eerste termijn liep van 1976 tot en met 1979 en de tweede termijn van 1994 tot en met 1998. Tussen deze twee termijnen in vervulde hij van 1985 tot en met 1988 de functie van rector magnificus. In 1989 ontving hij een eredoctoraat van de Brunel-universiteit in Londen. Uiteindelijk ging hij in 2001 met emeritaat. Op 18 mei van dat jaar hield hij zijn afscheidsrede met als titel Academische kleding: een ontwerp-functionele en historische bespiegeling. Tijdens deze rede pleitte hij tegen het afschaffen van academische kleding.
Tijdens zijn loopbaan is Dirken voorzitter van de Consumentenbond geweest. Hij is in 1976 verkozen en voor die tijd was hij de vicevoorzitter. Gedurende zijn voorzitterschap is er een leerstoel voor een bijzonder hoogleraar Consumentisme aan de Katholieke Hogeschool Tilburg gerealiseerd. Daarnaast is hij voor enige tijd wetenschappelijk medewerker geweest bij het Nederlands Instituut voor Preventieve Geneeskunde in Leiden.

## Publicaties
- J.M. Dirken (2001). Academische kleding. Een ontwerp-functionele en historische bespiegeling, Delft: TU Delft (Afscheidsrede Technische Universiteit Delft)
- J.M. Dirken (1997). Productergonomie. Ontwerpen voor gebruikers, Delft: Delft University Press
- J.M. Dirken & G. van Wijnen (1989). Inleiding tot de algemene en produkt-ergonomie, Technische Universiteit Delft, Faculteit van het Industrieel Ontwerpen
- J.M. Dirken, J.W. Smeets; m.m.v. J.F.M. Molenbroek & F.H. Post (1980). Antropometrische ergonomie: kollegediktaat, Delft: Technische Hogeschool Delft, Tussenafdeling Industriële Vormgeving
- J.M. Dirken (1969). Arbeid en stress. Het vaststellen van aanpassingsproblemen in werksituaties, Groningen: Wolters-Noordhoff
- J.M. Dirken (1968). Functionele leeftijd van industrie-arbeiders: de ontwikkeling van een meetmethode, Groningen: Wolters-Noordhoff
- J.M. Dirken (1967). Het meten van 'stress' in industriële situaties. Een multi-disciplinaire ontwikkeling van een algemeen diagnosticum, Groningen: Wolters-Noordhoff (proefschrift)